# Prionotolytta
Prionotolytta is een geslacht van kevers uit de familie oliekevers (Meloidae).
Het geslacht is voor het eerst wetenschappelijk beschreven in 1909 door Péringuey.

## Soorten
Het geslacht omvat de volgende soorten:
- Prionotolytta binotata (Péringuey, 1888)
- Prionotolytta pretoriana Kaszab, 1981
- Prionotolytta zimbabweana Kaszab, 1981
- Prionotolytta zumpti Kaszab, 1981